# Asunta Limpias de Parada
Asunta Limpias de Parada (11 tháng 4 năm 1915 tại Trinidad  - 27 tháng 10 năm 1995 tại Cochabamba) là một nhà soạn nhạc, nhà văn, ca sĩ và nghệ sĩ piano người Bolivia, người đã đóng góp một nội dung rộng lớn và đa dạng trong âm nhạc dân gian.
Limpias de Parada sinh ra ở Trinidad, thủ đô của Sở Beni năm 1915. Bà là con gái của nhà văn và nhà báo Manuel Limpias Saucedo, người sáng lập tờ báo El Echo del Beni, xuất bản ở Trinidad. Bà bắt đầu biểu diễn với các nhóm như "Los Carlos" và "Los Trinitario", và tại Cochabamba, bà đã thành lập các nhóm nhạc "Los Benianas" và "Las Chaskatikas". Bà bắt đầu diễn xuất trên truyền hình ở Buenos Aires với nhiều thành công.
Limpias de Parada đã tạo ra sự đa dạng của âm nhạc. Một số bài hát nổi tiếng nhất của bà bao gồm "Quiero estar en Cochabamba", "Canita al aire", 'No estas en mi "," La vida y el Mamore ", polka " Escúchame "," No nací para casado "," Callaron las guitarras "," La Pascana "," Vera Cruz "," Canción para encontrarme "," Pobre lunita "và" Como una cintita ". Bà thường biểu diễn cùng chị gái Mary và cô con gái Ana María và thu âm các bài hát với Gladys Moreno và Nora Zapata.
Limpias de Parada từng là Chủ tịch của Viện Nghệ thuật Bolivian (IBART). Cô cũng được ghi nhận cho công việc từ thiện của mình, và là một ân nhân của bệnh viện trẻ em của Rey Reyes ở Trinidad và tổ chức các buổi tối từ thiện ở Cochabamba để quyên tiền cho Bệnh viện Albina Patiño.

## Tác phẩm âm nhạc
- Quiero estar en Cochabamba
- Canita al aire (taquirari)
- Không có estas en mi (taquirari)
- La vida y el Mamoré (taquirari)
- Escúchame (polka)
- Không có casado nací
- Callaron las guitarras
- La Pascana
- Vera Cruz
- Canción para encontrarme
- Pobre lunita
- Como una cintita
- Escobita (cueca)
- Gaviota sin mar (cueca)
- Amancaya